# Umatilla (Oregon)
Pour les articles homonymes, voir Umatilla.
La ville d’Umatilla (en anglais [ˌjuməˈtɪlə]) est située dans le comté d'Umatilla, dans l’État de l’Oregon, aux États-Unis, à la limite avec l’État de Washington, sur la rive du fleuve Columbia. Sa population s’élevait à 6 906 habitants lors du recensement de 2010, estimée à 7 171 habitants en 2018.
La ville et le comté doivent leur nom à une rivière éponyme qui se jette dans le fleuve Columbia non loin de là.

## Histoire
Le site d’Umatilla fut visité par Lewis et Clark en 1806. La ville actuelle a été fondée en 1863 par Timothy K. Davenport, elle sera incorporée l’année suivante. Il existait toutefois un bureau de poste depuis 1851. L’économie locale profita de la ruée vers l'or des années 1860 et 1870. Umatilla perdit de son importance dans les années 1880 face à la Compagnie de navigation et de chemin de fer de l’Oregon.
Durant la Seconde Guerre mondiale, Umatilla abrita un vaste dépôt de l’armée, qui entreposait tant des couvertures que des munitions. En 1962, on lui ajouta la fonction de stockage d’armes chimiques. Réorganisé de 1990 à 1994, le dépôt ne sert plus que pour les armes chimiques.
En 1955, un pont fut construit sur le fleuve Columbia pour relier Umatilla à Plymouth (en), dans l’État de Washington, sa ville sœur. Jusque-là ce trajet s’effectuait en ferry.

## Source
- (en) Cet article est partiellement ou en totalité issu de l’article de Wikipédia en anglais intitulé « Umatilla, Oregon » (voir la liste des auteurs).

1. ↑  (en) « U.S. Census Bureau QuickFacts : Umatilla city, Oregon », sur Census Bureau QuickFacts (consulté le 12 novembre 2023).
2. ↑  Moffatt, Riley.  Population History of Western U.S. Cities & Towns, 1850-1990.  Lanham, Scarecrow, 1996, 216.
3. ↑  « Subcounty population estimates: Oregon 2000-2007 » [archive du 9 juillet 2009] [CSV], Bureau du recensement des États-Unis, Population Division, 18 mars 2009 (consulté le 29 avril 2009)